# Banque populaire I
Pour les articles homonymes, voir Banque populaire (homonymie).
Le Banque populaire, premier bateau du Team Banque populaire, est un trimaran de compétition mis à l'eau en 1994 pour Francis Joyon. En 2000 il est renommé Eure-et-Loir, puis successivement Dexia - Eure-et-Loir et Eure-et-Loir - Lorenove.

## Histoire
Il a été fabriqué dans le moule de Fuji chez Carmagnani d'après un plan Nigel Irens.
Il sera modifié pendant l'hiver 1997 (affinement des flotteurs, 3 safrans à mèche de carbone avec nouveau profil, nouveau jeu de voile, et décoration).
Il sera modifié à nouveau pendant l'hiver 2001 (nouveau mât et voiles).

## Caractéristiques
Avant modifications
- Surface grand-voile : 165 m2
- Surface génois : 85 m2
- Surface gennaker : 230 m2
- Puissance au près : 40,3 m²/t
- Puissance au portant : 63,7 m²/t

## Palmarès

### Sous le nom deBanque populaire
- 1994
  - 2e : GP de Brest (skipper : Francis Joyon)
  - Abandon : Route du Rhum

- 1995
  - 3e : Open UAP (skipper : Francis Joyon)
  - 2e : Route du Café en 14 j 13 h, skipper : Francis Joyon et équipier : Jacques Vincent

- 1996
  - 4e : GP de Brest
  - 3e : GP de Fécamp
  - Abandon par chavirage : Europe 1-STAR (Transat anglaise).
  - 2e : Transat Québec-Saint-Malo en 8 j 00 h.
  - 4e : GP de La Trinité
  - 5e : Championnat ORMA

- 1997
  - 2e : GP de Fécamp
  - 4e : Tour de l'Europe (skipper : Francis Joyon)
  - 3e : Fastnet Race
  - 4e : GP de Royan
  - 4e : Route du Café en 16 j 1 h (équipier : Roland Jourdain)

- 1998
  - 4e : GP de Vendée
  - 2e : Route des phares
  - 3e : GP de La Trinité
  - 6e : Route du Rhum en 13 j 13 h

- 1999
  - 3e : Tour de l'Europe (Lalou Roucayrol et Jacques Vincent)
  - Xe : GP de Vendée
  - Xe : GP de Marseille
  - 3e : GP de  Fécamp
  - 3e : Fastnet Race
  - 4e : Route du Café (Lalou Roucayrol et Jacques Vincent)

### Sous le nom d’Eure-et-Loir
- 2000
  - 1er : Europe 1 New Man STAR (Transat anglaise)  en 9 j 23 h 21 min (record)[3], (skipper : Francis Joyon)

- 2001
  - Abandon : Transat Jacques-Vabre (skipper : Francis Joyon et équipier : Thomas Coville)

### Sous le nom deDexia - Eure-et-Loir
- 2001
  - 1er : Hoya Round The Island en 3 h 08 min 29 s, record battu ! (skipper : Francis Joyon)
  - 1er : Fastnet en 1 j 18 h 20 min.

### Sous le nom d’Eure-et-Loir - Lorenove
- 2002
  - Abandon (chavirage) : Route du Rhum (skipper : Francis Joyon)

## Records détenus
En 2000, Eure et Loir skippé par Francis Joyon remporte le record de la Transat anglaise avec un temps de 9 j 23 h 21 min. Il est détrôné, lors de l'édition suivante en 2004, par Géant skippé par Michel Desjoyeaux.